# Mathieu Bodmer
Mathieu Bodmer (* 22. November 1982 in Évreux) ist ein ehemaliger französischer Fußballspieler.

## Karriere
Der Mittelfeldspieler stammt aus der Jugend von ALM Évreux in seiner Heimatstadt. Seinen ersten Profivertrag unterschrieb er zu Beginn der Saison 1997/98 im Alter von 14 Jahren. In Évreux blieb er nur diese eine Saison, in der er es auf keinen Einsatz brachte.
1998 wechselte er dann zu SM Caen. Während er in seinen ersten beiden Spielzeiten in Caen noch kein Spiel in der ersten Mannschaft absolvierte, wirkte er in der Saison 2000/01 in 24 Spielen mit. Bis 2003 spielte der zentrale Mittelfeldspieler 79-mal für Caen und erzielte vier Tore.
Zu Beginn der Saison 2003/04 zog es Bodmer in die Ligue 1 zum OSC Lille, wo er in seiner ersten Saison bereits 33 Spiele bestritt und seitdem Stammspieler war.
Zur Saison 2007/08 wechselte Bodmer für acht Millionen Euro zu Olympique Lyon. Sein Debüt gab er am zweiten Spieltag gegen den FC Toulouse. Sein erstes Tor erzielte er am 29. August 2007 gegen den FC Sochaux, der Treffer führte zum 2:1-Sieg.
Seit 2010 stand der frühere Mittelfeldspieler von Olympique Lyon beim Liga-Rivalen Paris Saint-Germain unter Vertrag. Er unterzeichnete bei den Parisern einen Vertrag bis 2013. Im Januar 2013 wechselte Bodmer kurz vor Schließung des Transferfensters bis Saisonende auf Leihbasis zu AS Saint-Étienne.
Von 2013 bis 2017 spielte er für den OGC Nizza, bevor er 2017 kurzzeitig zu EA Guingamp wechselte. Im selben Jahr heuerte er beim SC Amiens an, wo er 2020 seine Profikarriere beendete.